# نورياكي أساكورا
نورياكي أساكورا (باليابانية: 朝倉 徳明) (11 مايو 1973 في شيزوكا في اليابان – )؛ هو لاعب كرة قدم ياباني سابق كان يلعب كلاعب وسط.

## وصلات خارجية
- نورياكي أساكورا على موقع رابطة كرة القدم اليابانية للمحترفين (اليابانية)
- نورياكي أساكورا على موقع عالم كرة القدم.نت (الإنجليزية)